# Kaliese Spencer
Kaliese Spencer (Westmoreland, 6 de maig de 1987) és una atleta jamaicana de 400 m amb obstacles. En la seva carrera esportiva ostenta una medalla d'or als Jocs de la Mancomunitat.

## Trajectòria
Va començar la seva carrera en l'atletisme en les proves de 800 m i 400 m llisos, però va canviar als 400 m amb obstacles sota la direcció de Stepahn Francis. En aquesta especialitat, va guanyar el primer lloc al Campionat Mundial Junior d'Atletisme de 2006. També va participar en els Campionats Mundials d'Osaka 2007, i Berlín 2009, en els quals va arribar a semifinals i quart lloc, respectivament. Per 2010, va ser una de les guanyadores de la Lliga de Diamant.
El 2011 havia imposat la millor marca de l'any amb un registre de 52,79sal Crystal Palace National Sports Centre de Londres, en la desè segona jornada de la Lliga de Diamant.No obstant això, en la seva participació en el campionat mundial de Daegu va aconseguir arribar a la final, però va acabar en la quarta posició, sent la guanyadora la nord-americana Lashinda Demus qui per la seva banda va superar la millor marca de l'any de Spencer. La jamaicana, favorita en la carrera, va competir amb lesions en el tendó de la sofraja i l'engonal.Malgrat tot, va acabar novament com una de les vencedores de la Lliga de Diamant.
Les lesions van ser una altra vegada un obstacle, quan el 2012 va competir en els Jocs Olímpics de Londres i va arribar a la final de la prova, però va quedar a la cambra posada de la carrera amb marca de 53,66 s.Poc després va guanyar la seva tercera Lliga de Diamant consecutiva.
El 2013 va tenir un any opac: va realitzar discretes actuacions en la Lliga de Diamant abans de presentar-se al campionat mundial de Moscou, en el qual va acabar desqualificada malgrat guanyar el seu heat eliminatori per fer salts indeguts durant la carrera.
No obstant això, Spencer va debutar en el 2014 en el campionat mundial en pista coberta, que va tenir lloc a la ciutat de Sopot, Polònia. En aquesta ocasió, no ho va fer en les carreres de tanques, sinó en els 400 m plans, i va obtenir un bon resultat en penjar-se la medalla de plata amb temps de 51,54 s. També es va adjudicar un altre segon posat en la carrera de relleus 4x400. A més va ser una de les integrants de l'equip jamaicà que va prendre part en el primer Campionat Mundial de Carreres de Relleus i va obtenir una medalla de plata en el relleu de 4x400 m.
En la resta del mateix any, i de tornada als 400 m barres, va guanyar sis de les set reunions de la Lliga de Diamant, per la qual cosa va anar la triomfadora de la prova per quarta ocasió. A Kingston va implantar la millor marca de l'any amb 53,41 s, abans de partir als Jocs de Mancomunitat on es va alçar amb la medalla daurada amb registre de 54,10 s. Va tancar aquesta temporada que li va retornar a la titularitat de la prova amb el triomf en la copa continental amb temps de 53,81 s.
Per a l'any 2015 s'havia agenciat tres victòries per la Lliga de Diamant, però va haver de suspendre les seves carreres del mes de juliol a causa d'una molèstia en el peu. Malgrat això, i amb el repte de presentar-se al seu cinquè campionat mundial, aquesta vegada en Pequín, encara era considerada favorita per disputar el primer lloc.No obstant això, en la final va acabar en la última posició amb un temps de 55,47 s i va adjudicar aquest nou desencantament al fet que havia ensopegat amb una de les tanques el que li va impedir recuperar-se.Acabada la seva temporada, va anunciar que no retornaria a la seva base d'entrenament a Jamaica.

## Marques personals
| Prova          | Marca (Vent)   | Lloc           | Data       |
| -------------- | -------------- | -------------- | ---------- |
| 200 m          | 23,11 s (+0,3) | Rovereto (ITA) | 03/09/2013 |
| 400 m          | 50,19 s        | Rieti (ITA)    | 08/09/2013 |
| 800 m          | 2:03,01        | Kingston (JAM) | 05/03/2011 |
| 400 m barres   | 52,79 s        | Londres (ENG)  | 05/08/2011 |
| 400 m (indoor) | 51,54 s        | Sopot (POL)    | 08/03/2014 |